# 共和党 (マラウイ)
共和党（きょうわとう、Republican Party）は、マラウイの政党である。ただし、2009年の選挙以降は国会に議席を持っていない。

## 概要
この政党は、2004年マラウイ総選挙の数ヶ月前に、マラウイ会議党を離党したグアンダ・チャクアンバによって設立された。2004年の選挙において共和党は、小規模な野党6党による選挙同盟のムグウイリザノ連合へ強引に参加した。さらに、党首のチャクアンバは同連合の大統領候補として選出され、マラウイ会議党のジョン・テンボや統一民主戦線のビング・ワ・ムタリカと大統領の座を争った。
選挙の結果、大統領に当選したのは統一民主戦線のムタリカであり、チャクアンバは25.7%の得票を得たものの、ムタリカ、テンボに次ぐ第3着であった。また、国民議会ではムグウイリザノ連合全体で27議席獲得したが、このうちの15議席が共和党の候補であった。なお、統一民主戦線は獲得議席数でマラウイ会議党に敗れて第二党となったので、連立政権の構築を画策した。共和党は当初、ムタリカ勝利の選挙結果に異議を唱えていたものの、選挙翌月となる6月初旬には政権運営に協力することを認め、3人の代議士が党内から閣僚に就任することとなった。さらに翌年2月には党首のチャクアンバも農林水産大臣として閣僚入りした。
しかし、2005年2月に大統領のムタリカが統一民主戦線を離党して民主進歩党を設立すると、党首のチャクアンバも共和党を離党し、民主進歩党に参加、それからしばらく後にチャクアンバは民主進歩党を離党するが、新たに新共和党を設立し、共和党には戻らなかった。
その後、2009年の総選挙で共和党はスタンリー・ムサウリ（Stanley Masauli）を大統領候補として出馬させるが、わずか0.76%の得票率で落選。また、国民議会の候補も1議席も当選することができず、共和党は議会から姿を消すこととなった。